# سن مارتینو دی لوپاری
سن مارتینو دی لوپاری (به ایتالیایی: San Martino di Lupari) یک کومونه در ایتالیا است که در استان پادووا واقع شده‌است.

## خصوصیات
سن مارتینو دی لوپاری ۲۴٫۳ کیلومترمربع مساحت و ۱۳٬۲۳۳ نفر جمعیت دارد و ۴۰ متر بالاتر از سطح دریا واقع شده‌است.